# LEDA 65543
LEDA 65543은 인디언자리 방향으로 약 6억 5,000만 광년 떨어진 나선 은하로, 뒤에 꼬리 구조가 있다. 해파리 은하로도 불린다.